# 大日本興行
大日本興行（だいにほんこうぎょう）は、東京都港区赤坂に本拠を置く暴力団で、指定暴力団・住吉会の二次団体。

## 歴代継承者
- 初　代 - 高橋輝男[1] 通称：祐天寺の輝。1956年3月6日死去、享年37[2]。
- 二代目 - 高橋伸治（輝男の実弟）
- 三代目 - 伊藤嘉彦 ※破門・抹消
- 三代目 - 松戸一郎